# Kal nad Kanalom
Kal nad Kanalom  je naselje s približno 340 prebivalci v Občini Kanal ob Soči.

## Geografija
Kal nad Kanalom je naselje na jugozahodnem delu Banjške planote s povprečno nadmorsko višino 698 metrov. Poleg vasi Kal sem sodijo še številni zaselki: Gomilnica, Brezovo, Zabrdo, Žablje, Podkras, Bukovci, Ilovica, Bahovišče, Pertovti, Hodinšče, Murovci, Trščaki, Podgozd, Laz, Okroglo, Hum, Koprivišče, Breg, Dol, Kačja Draga, Cvetrež, Lipce, Korn.
Dostop je mogoč iz Nove Gorice preko Banjške planote, iz doline reke Soče preko naselja Kanal ter iz severne strani iz Mosta na Soči. Hribovitejši teren ponuja možnosti za kolesarjenje in pohodništvo z razgledi na Tržaški zaliv, Dolomite, Matajur, Soško dolino, Kaninsko in Krnsko pogorje, Črno prst in Triglav ter vse do Kamniško-Savinjskih Alp. Priljubljena sta predvsem hrib Lašček na meji med kanalsko in novogoriško občino ter razgledna točka na Vrhavču.

## Znamenitosti
V sami vasi stoji cerkev svetega Jurija. Na angelsko nedeljo, prvo nedeljo v septembru, vaščani praznujejo krajevni praznik kot spomin na blagoslov župnijske cerkve leta 1892. Zanimivo je, da je tudi prvotna cerkev, ki je stala na istem mestu, le da je bila veliko manjša, bila blagoslovljena ravno tako na angelsko nedeljo leta 1596. O teh dveh dogodkih pričata tudi listini, kateri fotokopiji visita v zakristiji.
Nad zaselkom Koprivišče je locirana podružnična cerkvica svetega Tomaža, grajena v gotskem stilu iz 15. stoletja.
V zimskem času je ob obilnejših snežnih padavinah v Kalu nad Kanalom urejeno manjše smučišče z vlečnico.
Pod smučiščem je postavljen spomenik padlim borcem v NOB, pod cesto pa leži pokopališče iz prve svetovne vojne.

## Kultura
Iz Kala prihaja Folklorna skupina Kal nad Kanalom, ki predstavlja splete kalskih, primorskih in koroških plesov s spremljavo starih viž godcev Nikoli mlajši in ljudskim petjem. Ohranjajo narečno besedo, stare šege in navade ter običaje in poustvarjajo oblačenje domačinov iz konca 19. in začetka 20. stoletja.